# Diego Peláez
Diego Peláez fue un obispo medieval de Santiago de Compostela. Una de las grandes figuras medievales de la nobleza eclesiástica gallega. Contribuyó a la grandeza de la diócesis y su señorío territorial durante los siglos centrales de la Edad Media.

## Gobierno compostelano
Fue nombrado obispo al poco tiempo de ser hecho prisionero el rey de Galicia García por su hermano Sancho II de Castilla. Sin embargo, siempre fue sospechoso de apoyar al primero.
Acometió la reorganización de la gran Tierra de Santiago desde el río Iso hasta el Atlántico. Mejoró su justicia, administración y defensa militar frente a los ataques normandos o frente a conflictos bélicos interiores. Acuñó moneda e impulsó el intercambio comercial. Aplicó medidas contra la relajación del clero, llegó a acuerdos con los monasterios de Antealtares y limitó la expansión del de San Martín Pinario.
Inició, en torno a 1075, las obras de la gran catedral románica de Santiago que catalizaría aún más, a través de la escuela catedralicia, lo más granado de la cultura europea. Puso al frente de dichas obras al maestro Bernardo. Impulsó las peregrinaciones hasta hacer de ellas un fenómeno continental.
Está considerado como uno de los impulsores de la reforma gregoriana en los reinos hispánicos

## Conflicto político
Desde su vertiente de figura política, destaca su enfrentamiento con el rey Alfonso VI de León. Al reconquistar este monarca la taifa de Toledo (1085), Peláez quiso neutralizar la pretensión de hacer de la antigua capital visigótica la nueva cabecera eclesiástica y política de los reinos cristianos hispánicos. Santiago aspiraba a ocupar ese lugar como sede apostólica y centro de la cristiandad jacobea. Pero ni la gallega sede de Braga, ni la leonesa de Toledo admitían que una diócesis de nuevo cuño violentase sus derechos históricos.
Parece que se vio envuelto en el levantamiento del líder de la nobleza gallega Rodrigo Ovéquiz. Un conflicto violento que el rey leonés tardó dos años en sofocar y que pretendió solventar con el reparto del reino de Galicia en dos tenencias feudales. Una, al mando del conde Raimundo de Borgoña y su hija Urraca (totia Gallecie Imperatrix) al norte del Miño. Otra, bajo el dominio de Enrique de Borgoña y su hija ilegítima Teresa en las tierras portuguesas.

## Acusación y caída
En este clima de inestabilidad política, Diego Peláez sufre la acusación de traición. Parece ser que conspiró para restaurar la independencia del reino de Galicia con la alianza del caudillo normando Guillermo el Conquistador. 
Depuesto en el Concilio de Husillos (1088) fue encarcelado y vejado por el rey Alfonso. Tras la destitución en el concilio, designaron como sucesor a abad de Cardeña, Pedro, hombre incapaz de impedir los deseos de Alfonso VI en hacerse con el feudo de Compostela. El papa Urbano II tomó cartas en el asunto y reprobó la actuación del rey Alfonso VI, declarando nula la elección del abad de Cardeña, nombrado sin su consentimiento. Sin embargo, tras las comunicaciones entre el papa y Alfonso VI, Urbano II confirmó la sentencia, dejando a Peláez sin su diócesis, pero sin quitarle la dignidad de obispo. En 1094 escapará de su prisión y se refugiará en Aragón. Este mismo año se nombraría al cluniacense francés Dalmacio obispo de Iria y Compostela. Dalmacio había sido enviado por el poderoso abad Hugo de Cluny con la misión encubierta de arreglar las desavenencias entre los condes Raimundo y Enrique de Borgoña.
Las presiones de la corte leonesa y del arzobispo Bernardo de Toledo consiguieron que Peláez fuera finalmente despojado de su diócesis. El papa, no obstante, dispuso que podía ejercer el ministerio episcopal en caso de que otra diócesis le llamase. Puesto en libertad, acabó sus días en el destierro. Diego Gelmírez reconocería sus méritos.